# Paa conaensis
Paa conaensis és una espècie de granota que viu a la Xina i, possiblement també, a Bhutan i l'Índia.